# Sony Ericsson K600
Sony Ericsson K600 är en mobiltelefon från Sony Ericsson. När den introducerades på marknaden våren 2005 blev den företagets första icke vikbara 3G-telefon, tillika den sista telefonen med den gamla typen av systemkontakt. Eftersom den gamla kontakten för laddning och data inte klarade USB har denna telefon även en USB-kontakt av minityp. Förutom 3G (UMTS1900) har telefonen trippelbands GSM. Telefonen har en extra kamera för videotelefoni på framsidan samt en 1,3-megapixelkamera på baksidan.
Telefonen såldes även under namnen K608 och V600. Dessa modeller skiljer sig från K600 till det yttre men är i övrigt identiska. V600 såldes enbart av operatören Vodafone.